# Bàscula

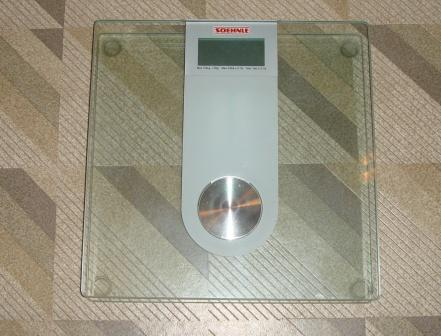
Bàscula de bany

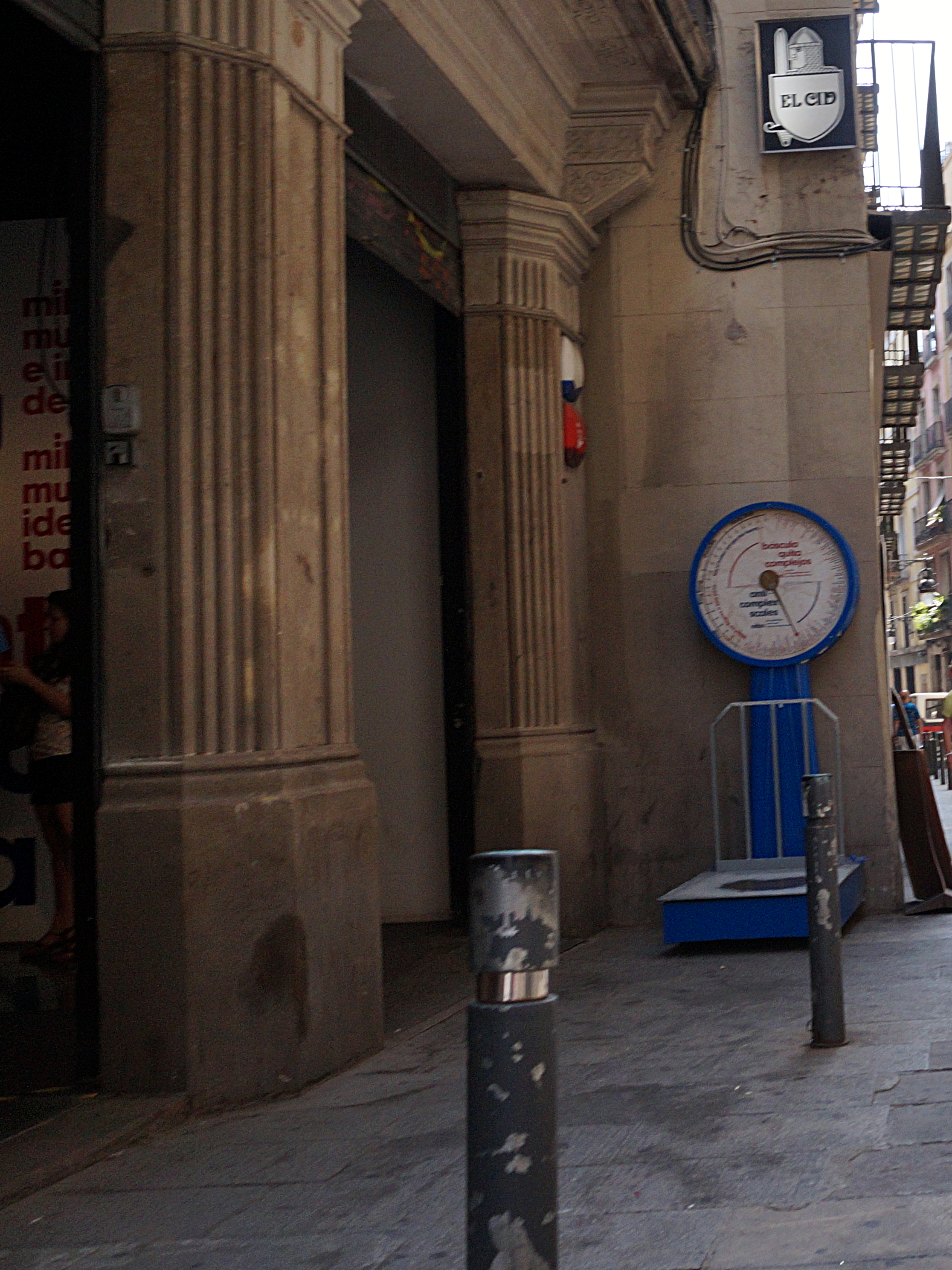
Bàscula d'ús públic al carrer del Bisbe de Barcelona

La bàscula (del francès bascule) és un instrument de mesura. Permet determinar el pes dels cossos. Està formada bàsicament per 2 plataformes i entre elles, una peça fonamental, la cel·la de càrrega. La cel·la de càrrega és l'encarregada de proporcionar aquest pes. Trobem dos tipus fonamentals: la bàscula mecànica i l'electrònica o digital.

## Principis de funcionament

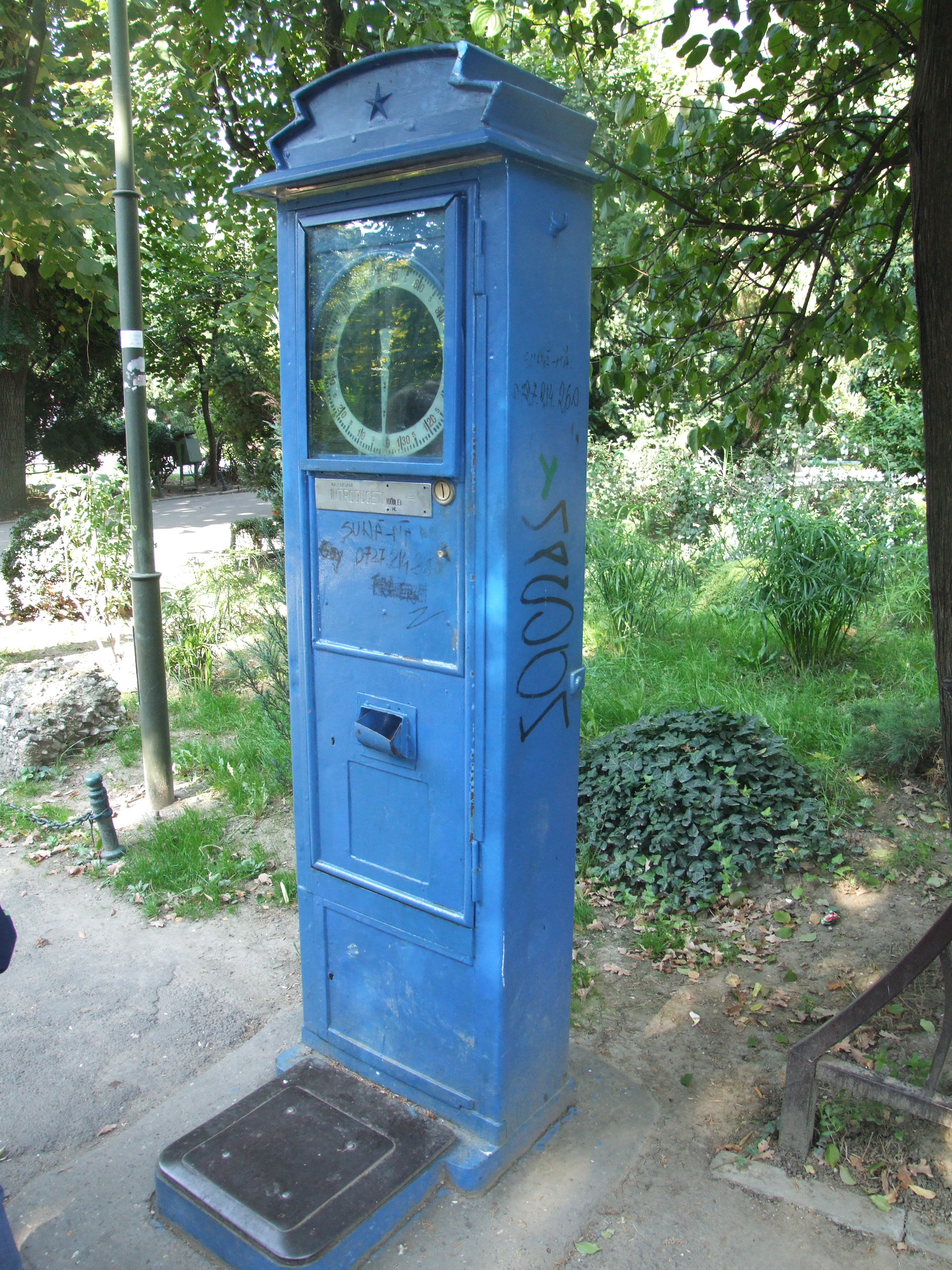
Bàscula pública per al pes de persones

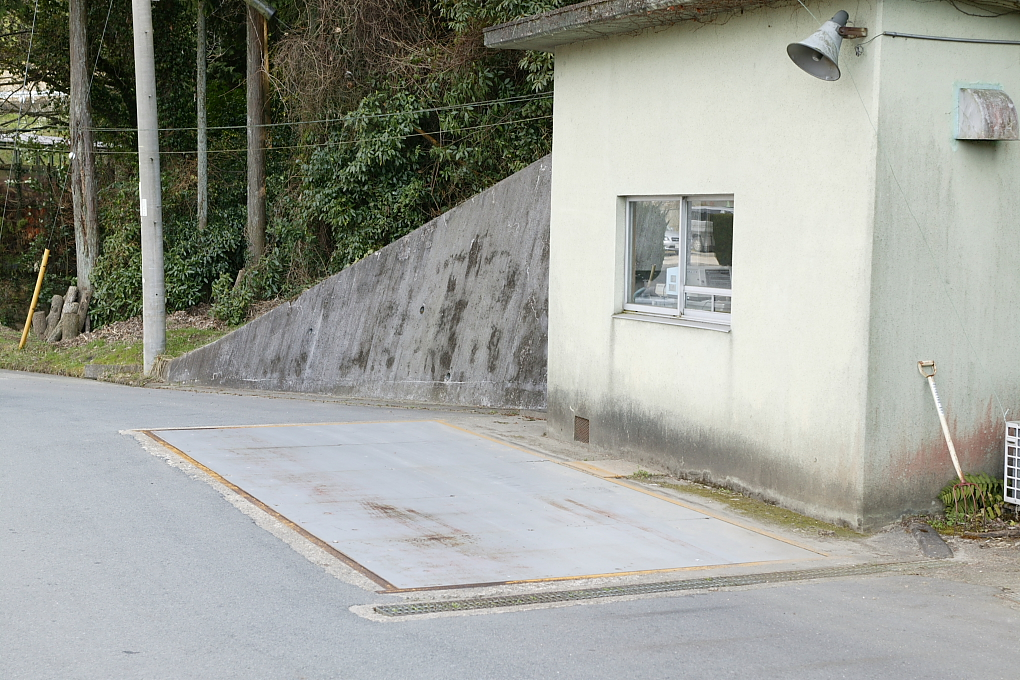
Bàscula de pesatge per a vehicles pesats

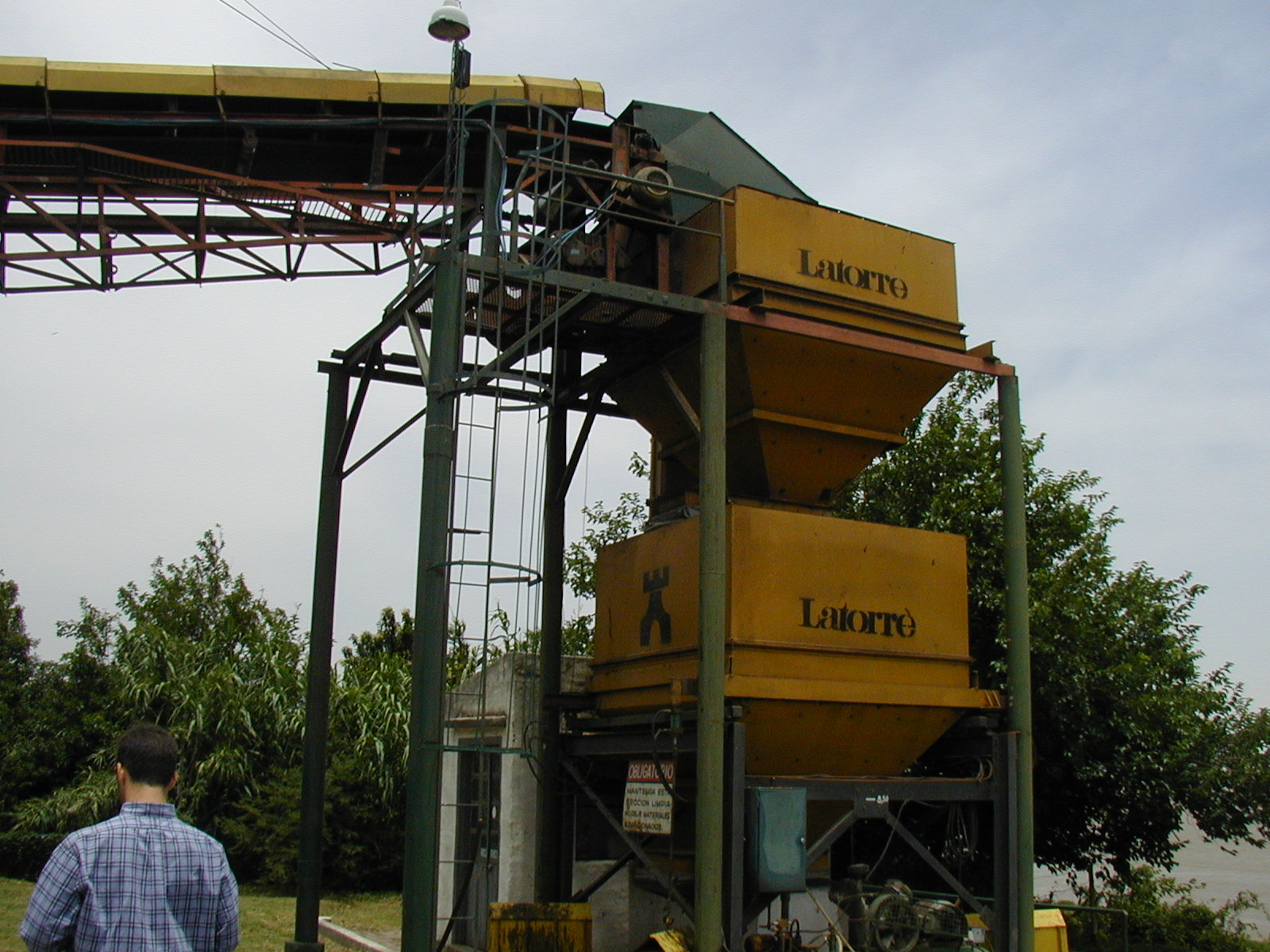
Bàscula per granels

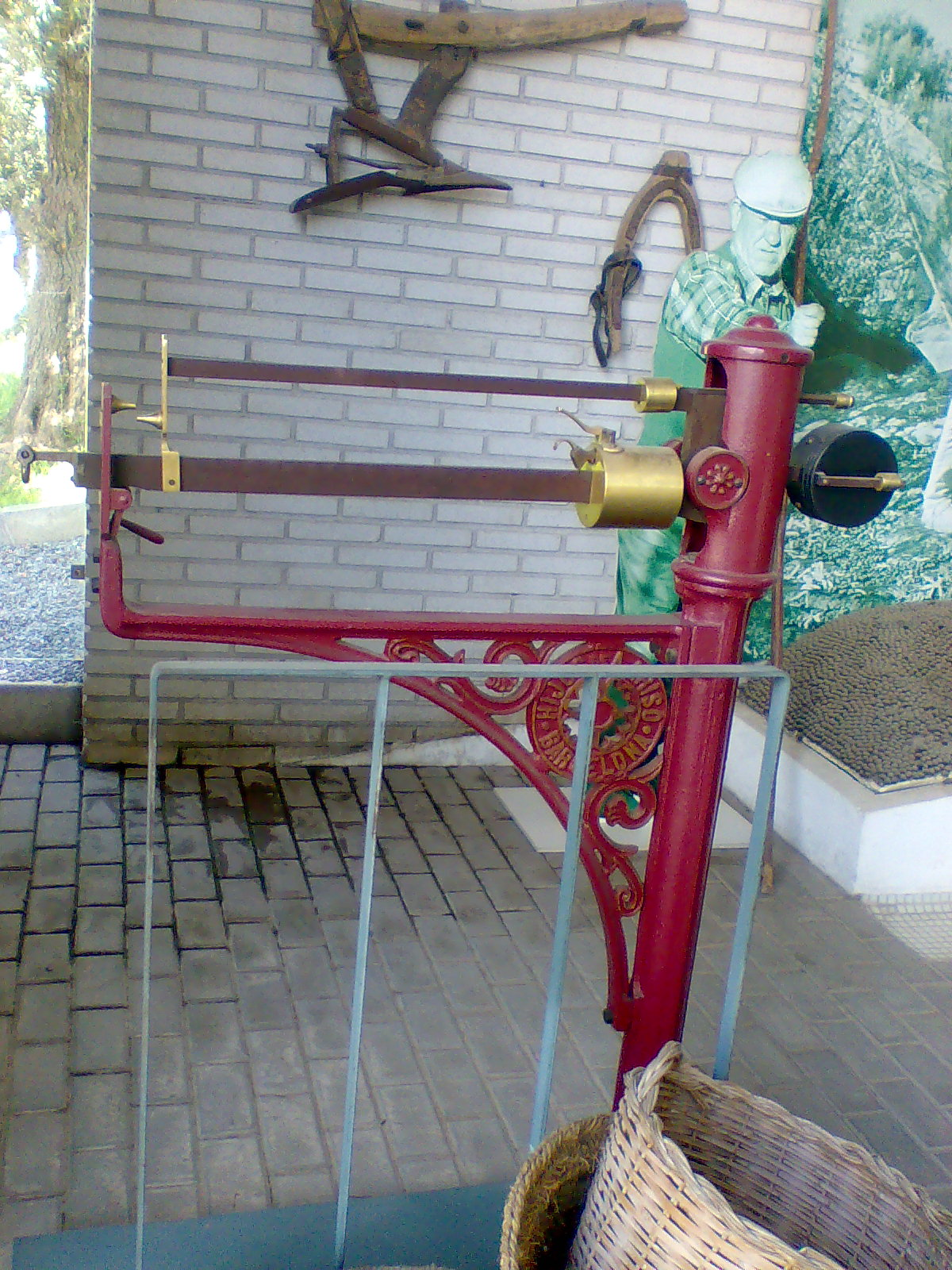
Bàscula antiga

Hi ha dos tipus de bàscules: mecàniques i electròniques. En el cas de les bàscules mecàniques, les mateixes poden ser per contrapès o amb molla elàstica.
Les bàscules amb contrapès actuen per mitjà d'un mecanisme de palanca. Aquest mecanisme de palanca transforma la força corresponent al pes de l'objecte a mesurar en un moment de força, que s'equilibra mitjançant el desplaçament d'un piló al llarg d'una barra graduada, on es llegeix el pes de la massa. El principi de funcionament d'aquestes bàscules és similar al d'una romana o una balança, comparant pesos, mitjançant una mesura indirecta a través del pes.
Bàscules amb molla elàstica. Els avenços en les tècniques de pesat, han fet desaparèixer pràcticament les bàscules de palanca amb contrapès, i ara es fan servir bàscules amb molla elàstica, basades en la deformació elàstica d'un ressort que suporta l'acció gravitatòria del pes de l'objecte a mesurar, en lloc de realitzar una comparació de masses. Per aquesta raó, actualment el nom bàscula s'aplica també a tota una sèrie de sistemes de pesada basats en la gravetat, del tipus dinamòmetre.
Com que funciona per molla elàstica, aquestes bàscules mesuren la força exercida per un objecte subjecte a la força de gravetat, és a dir, el pes. No obstant això, el pes (P) i la massa (m) estan relacionats per la següent relació:
{\displaystyle P=m\,g}
on P és el pes, m és la massa i g és la intensitat del camp gravitatori o acceleració de la gravetat. Aquesta relació permet calcular la massa, ja que si la intensitat gravitatòria és constant, aleshores la massa és directament proporcional al pes.

## Bàscules electròniques
Amb el temps les bàscules evolucionaren fins a funcionar amb mètodes i sistemes electrònics, mostrant en una pantalla de fàcil lectura la massa de l'objecte que es pesa. Les bàscules electròniques utilitzen sensors coneguts com a cèl·lula de càrrega o cel de càrrega. Les cel de càrrega convencionals consisteixen en una peça de metall a la qual s'adhereixen galgues extensomètriques. Aquestes galgues canvien la seva resistència elèctrica al traccionar o comprimir quan es deforma la peça metàl·lica que suporta el pes de l'objecte. Per tant, mesuren pes. El metall es calcula perquè treballi en la seva zona elàstica, això és el que defineix l'operativitat d'un cel·la. L'ajustament de les resistències es fa amb un pont de Wheatstone, de manera que en alimentar-se amb un voltatge lliuren una sortida de voltatge proporcional a la força aplicada en el metall (de l'ordre mil·livolts). Així mateix s'utilitzen filtres electrònics de passa sota per disminuir l'efecte de les pertorbacions d'alta freqüència.
Quan la cel se sotmet a esforços per sobre de la seva capacitat, el metall del cos de la cel passa a una zona inelàstica, adquirint deformacions plàstiques o permanents i ja no torna al seu estat inicial. Abans d'arribar a la zona plàstica, se surt de la zona d'elasticitat lineal, donant lloc que les deformacions no siguin proporcionals a la força que suporta la cèl·lula de càrrega i, en conseqüència, la sortida de voltatge no variï de manera lineal a la deformació de la peça metàl·lica i la cèl·lula de càrrega no funcioni correctament. Per evitar això, els fabricants posen cargols ajustables per limitar el moviment de la plataforma de la bàscula de manera que la cel no es flexioni més enllà del seu rang de funcionament.

## Calibratge
En aquestes bàscules que mesuren pes mitjançant la deformació d'un element elàstic, la massa indicada és una mesura indirecta que resulta d'avaluar l'esforç corresponent al pes de l'objecte. Han de calibrar periòdicament i quan són traslladades, a causa de les variacions en la intensitat gravitatòria d'uns llocs a altres. El calibratge es fa per comparació amb peses patrons que al seu torn estiguin calibrades amb més precisió que la corresponent a la balança a calibrar segons un sistema internacional de traçabilitat i certificació.

## Tipus de bàscules
Hi ha diversos tipus de bàscules que són força representatives:
- Bàscules de bany. Es troba a moltes llars i són un element molt útil i ràpid per conèixer el pes de les persones.
- Bàscules per pesar persones en farmàcies. Són bàscules molt sofisticades que introduint una moneda, pesen, mesuren l'alçada i calculen el pes ideal que correspon a la persona o la seva índex de massa corporal.
- Bàscula per pesar mercaderies en empreses i magatzems: Són bàscules la plataforma està arran de terra, i permeten tot de forma ràpida i directa les mercaderies que maneja una empresa, hi ha bàscules de diferents capacitats de pes.
- Bàscula per pesar camions. Són bàscules de gran capacitat de pes que s'instal·len a l'entrada de moltes empreses i en les carreteres per pesar directament als camions que accedeixen a les empreses o controlar a les carreteres per si porten excés de càrrega. També es pot dir bàscula pont. Es poden construir totalment en acer i també mixtes amb plataforma de rodadura de formigó i estructura metàl·lica. La seva instal·lació pot ser encastada a terra o bé sobre terra amb rampes d'accés. N'hi ha de mecàniques, electròniques i "hibrides" que són mecànico-electòniques.
- Bàscula per pesar granels. També anomenada Bulk Weighing (pesatge en continu per cicles), són bàscules intercalades en cintes transportadores de materials a granel. El sistema consta de dues tremuges en línia vertical. La superior té com a objecte emmagatzemar material mentre es produeix el pesat del contingut de la tremuja inferior. Un cop efectuat el mateix, el granel és alliberat a la cinta transportadora i, quan la tremuja es buida, torna a omplir amb el material acumulat en la tremuja superior.
- Bàscula de dosificació. Són bàscules normalment en forma de tremuja suspesa per cèl·lules de càrrega. A aquesta tremuja li arriben uns vis sens fi els motors estan controlats per un visor dosificador que pot realitzar una fórmula amb diversos components.